# Хворостяне
Хворостя́не — село в Україні, у Новопсковській селищній громаді Старобільського району Луганської області. Населення становить 43 особи.